# Уттаракханд Кранті Дал
Уттаракханд Кранті Дал (гінді उत्तराखण्ड क्रान्ति दल  Революційна партія Уттаракханду) — регіональна політична партія індійського штату Уттаракханд. Партія позиціонує себе як єдина національна партія Уттаракханду та протиставляє себе національним партіям. Законодавчих зборах Уттаракханду, обраних 2007 року, партія має трьох членів.